# Diogenesia
Diogenesia je rod s 15 druhy rostlin, náležící do čeledi vřesovcovité. Je rozšířen v severních a západních oblastech Jižní Ameriky.

## Druhy
- Diogenesia alstoniana
- Diogenesia amplectens
- Diogenesia andina
- Diogenesia antioquiensis
- Diogenesia boliviana
- Diogenesia caudata
- Diogenesia floribunda
- Diogenesia gracilipes
- Diogenesia laxa
- Diogenesia octandra
- Diogenesia oligantha
- Diogenesia racemosa
- Diogenesia tetrandra
- Diogenesia thibaudioides
- Diogenesia vargasiana